# Variolatie

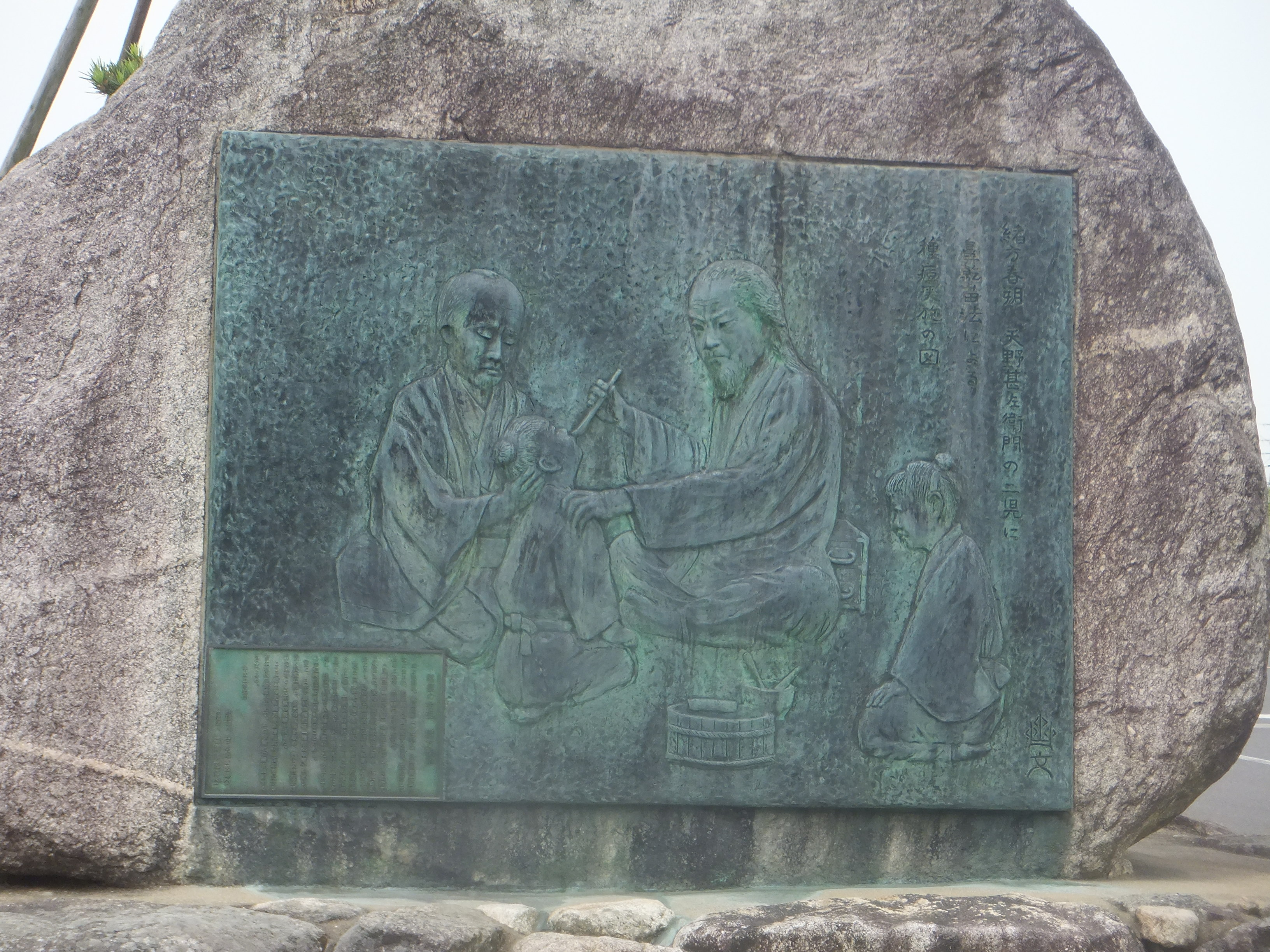
Reliëf voor het Asakura Ishikai-ziekenhuis ter herdenking van de introductie van de pokkenvariolatie door de Japanse arts Ogata Shunsaku (1748-1810) in Japan

Variolatie is een oude vorm van vaccineren.
Het pokkenvirus of variola was een ernstige infectieziekte, meestal verspreid via inademing van vochtdruppeltjes van besmette personen. Na het verschijnen van symptomen die lijken op griep, ontstaat een typische huiduitslag met vochtblaasjes, die resulteert in etterende zweren. Hierna drogen deze pokken op en vallen de korstjes af, vaak met blijvende littekens als gevolg.
De Chinezen wisten al voor de 15e eeuw dat wie de pokken overleefde, de ziekte geen tweede keer kon krijgen. Men trachtte kinderen te beschermen tegen de pokken door ze bewust hiermee in aanraking te brengen. De kenmerkende korsten van besmette personen droogde men eerst en injecteerde ze dan met een pijpje in de neus van jonge kinderen. Ze kregen hierdoor een mildere vorm van de besmetting die hen beter beschermde tegen een volgende infectie. Een kleine snede in de arm waar besmette korstjes werden ingebracht leidde tot nog betere resultaten.

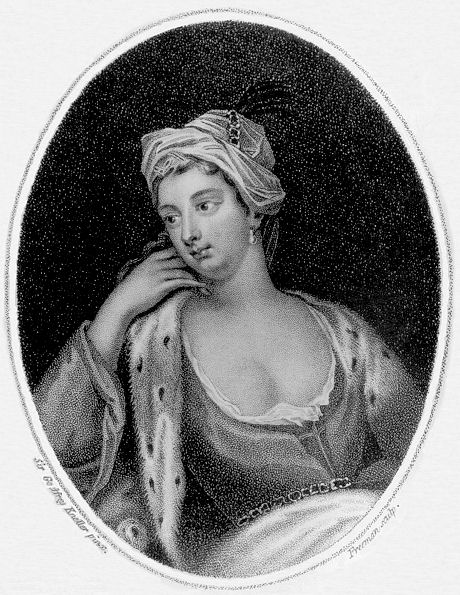
Lady Mary Wortley Montagu

Deze techniek, variolatie of inoculatie genoemd, verspreidde zich tot in het Midden-Oosten. Ook in Groot-Brittannië geraakte men aan het begin van de 18e eeuw geïnteresseerd, dankzij de Britse Lady Mary Wortley Montagu, de vrouw van de Britse ambassadeur in Constantinopel. Tijdens haar tijd in het Ottomaanse Rijk leerde zij deze techniek kennen. Ze had zelf de pokken doorgemaakt en overleefd, maar was er blijvend verminkt door in haar gezicht. Lady Wortley Montagu liet in 1718 haar zoon varioleren onder toezicht van Charles Maitland, een Schotse arts werkzaam op de ambassade. Enthousiast over het resultaat van deze behandeling stelde ze een aantal Britse artsen ervan op de hoogte, maar stuitte aanvankelijk op scepticisme. Na haar terugkeer naar Groot-Brittannië liet ze in 1721 ook haar dochter varioleren door Charles Maitland, ditmaal in aanwezigheid van een aantal prominente getuigen.
Dit wekte de interesse van prinses Caroline van Brandenburg-Ansbach, de vrouw van de prins van Wales, de toekomstige koning George II. Er was in Londen een pokkenepidemie uitgebroken en uit bezorgdheid voor de gezondheid van hun kinderen stelde ze geld beschikbaar voor een experiment om in de Newgate-gevangenis variolatie te testen. Drie mannelijke en drie vrouwelijke terdoodveroordeelden werden gevarioleerd door Charles Maitland. Hen werd de vrijheid beloofd als ze het experiment zouden overleven. Ze overleefden het alle zes. Een van de vrouwen sliep na de variolatie zes weken lang bij een tienjarige met pokken besmette jongen in bed om het beschermende effect van de inoculatie te testen. Ze werd niet ziek, de variolatie deed zijn werk.
Het toepassen van de techniek bleef wel relatief gevaarlijk. De voor de te varioleren persoon zware voorbereiding bestond uit vasten, braken en aderlaten, dit om het lichaam zogenoemd in 'balans' te brengen. Vervolgens stierf ongeveer drie procent van hen uiteindelijk toch nog aan de pokken. Zonder variolatie was dit echter tot dertig procent. Om nieuwe besmetting te vermijden moesten de patiënten een tijd lang in isolatie verblijven. 